# Gaultheria jordanensis
Gaultheria jordanensis là một loài thực vật có hoa trong họ Thạch nam. Loài này được Brade & Sleum. mô tả khoa học đầu tiên năm 1952.